# ピーター・ルクザック
ピーター・ルクザック（Peter Luczak 1979年8月31日 - ）は、ポーランド・ワルシャワ出身のオーストラリアの男子プロテニス選手。ATPランキング自己最高位はシングルス64位、ダブルス98位。身長183cm、体重77kg。右利き、バックハンド・ストロークは両手打ち。2007年に28歳で初めてシングルストップ100入りを果たした比較的遅咲きの選手として知られる人物である。この選手はポーランド系であり姓はポーランド語で"Łuczak"とつづり、発音は「ウチャク」が近い。しかし日本語のメディアでは「ルクザック」「ルーチャック」と表記される。

## 来歴
ワルシャワでメカニカルエンジニアの父と、母の間に長男として生まれる(他に姉と妹が一人ずつ居る)。ピーターが生後9ヶ月の時、家族はオーストラリアに移住。後に同国に帰化した。その後ルクザックは6歳から父と叔父の指導でテニスを始める。ジュニア時代には特筆した成績を残せず、ジュニア卒業後には将来を見据え学業と両立できる大学テニス選手の道を選択し、奨学金を得てカリフォルニア州立大学フレズノ校に進学した。ルクザックはここでテニス選手としての才能を開花させ、NCAAテニス選手権において同校の個人記録を次々と塗り替える活躍を収め、1999年にシングルス部門で、2001年に単複両部門でNCAAテニス選手権のトップリーグであるディビジョン1の年間ベスト選手が選出されるオールアメリカンチームに選出された。

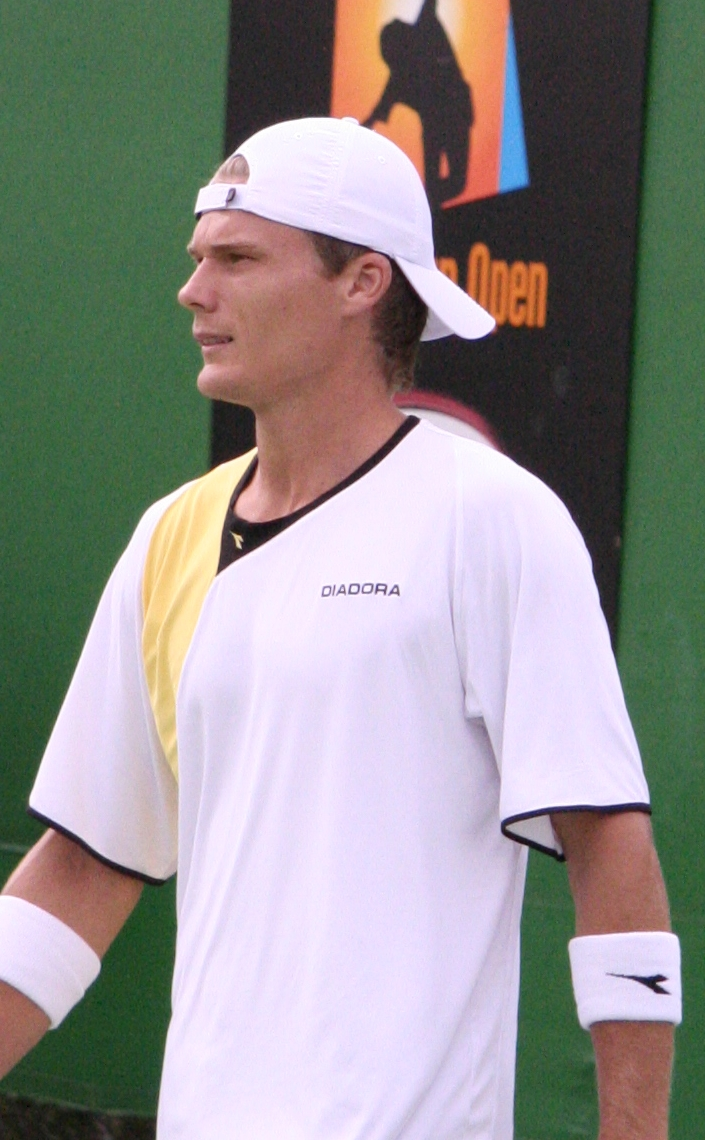
2007年全豪オープンにて

同大で金融工学の学士号を得て卒業後、2001年にプロ転向。翌2002年には年度末ランキングをシングルス187位、ダブルス134位で終了する等順調な滑り出しであったが、以降は伸び悩み100位台を上下するシーズンが続いた。しかし、2007年シーズンが転機の年となり、ATPツアーの下部のATPチャレンジャーツアーシングルスで3優勝3準優勝を記録、これらの活躍により同年の年度末ランクを79位で終え、初めてシングルストップ100フィニッシュを果たす。2008年は2月のアルゼンチン・オープンダブルスでヴェルナー・エシャウアーと組み、自身初のツアーダブルス決勝進出を果たし準優勝の成績を収める等順調な出だしであったが、5月の全仏オープン男子シングルス1回戦でユルゲン・メルツァーに3-6, 2-6, 4-6のストレートで敗退した直後に骨盤の疲労骨折が判明。同年9月までツアー離脱を余儀なくされる事態に陥り、年末にはシングルストップ100から陥落したが、2009年には再び調子を取り戻し、チャレンジャーツアーシングルスで3優勝1準優勝の成績を収め、この活躍により10月第2週のランキングでシングルス自己最高位の64位を記録した。またこの年はダブルスでもチャレンジャーツアーで2優勝4準優勝の好成績を収め、ダブルスランクも年初の209位から145位まで上昇した。
ルクザックは2012年全豪オープン男子ダブルスでレイトン・ヒューイットと組んで2回戦でブライアン兄弟に3-6, 6-7で敗れた試合を最後に32歳で現役を引退した。

## その他の活動
ルクザックは選手仲間からの信頼も厚く、2008年6月からはATP選手会の理事として選手達からの投票で選出され、ロジャー・フェデラー選手会長、ラファエル・ナダル副会長を中心とした10名の選手会理事の1人として、ATPにツアー改革や選手の待遇改善を求める折衝に当たっている。2010年6月に2年の任期を迎えたが、同年の選挙でも再選出され引き続き2期目を務めた。

## ATPツアー決勝進出結果

### ダブルス: 2回 (0勝2敗)
| 結果   | No. | 決勝日        | 大会             | サーフェス | パートナー               | 対戦相手                                      | スコア              |
| ------ | --- | ------------- | ---------------- | ---------- | ------------------------ | --------------------------------------------- | ------------------- |
| 準優勝 | 1.  | 2008年2月24日 | ブエノスアイレス | クレー     | ヴェルナー・エシャウアー | アグスティン・カレリ ルイス・オルナ           | 0–6, 7–6(6), [2–10] |
| 準優勝 | 2.  | 2010年2月21日 | ブエノスアイレス | クレー     | シモン・グロイル         | セバスティアン・プリエト オラシオ・セバジョス | 6–7(4), 3–6         |

## 4大大会シングルス成績
略語の説明
| W | F | SF | QF | #R | RR | Q# | LQ | A | Z# | PO | G | S | B | NMS | P | NH |

W=優勝, F=準優勝, SF=ベスト4, QF=ベスト8, #R=#回戦敗退, RR=ラウンドロビン敗退, Q#=予選#回戦敗退, LQ=予選敗退, A=大会不参加, Z#=デビスカップ/BJKカップ地域ゾーン, PO=デビスカップ/BJKカッププレーオフ, G=オリンピック金メダル, S=オリンピック銀メダル, B=オリンピック銅メダル, NMS=マスターズシリーズから降格, P=開催延期, NH=開催なし.
| 大会           | 2001 | 2002 | 2003 | 2004 | 2005 | 2006 | 2007 | 2008 | 2009 | 2010 | 2011 | 2012 | 通算成績 |
| -------------- | ---- | ---- | ---- | ---- | ---- | ---- | ---- | ---- | ---- | ---- | ---- | ---- | -------- |
| 全豪オープン   | LQ   | LQ   | 3R   | 1R   | 1R   | 3R   | 1R   | 2R   | LQ   | 1R   | 1R   | LQ   | 5–8      |
| 全仏オープン   | A    | LQ   | LQ   | LQ   | 1R   | LQ   | 1R   | 1R   | LQ   | 1R   | LQ   | A    | 0–4      |
| ウィンブルドン | A    | LQ   | LQ   | A    | LQ   | LQ   | A    | A    | LQ   | 2R   | LQ   | A    | 1–1      |
| 全米オープン   | A    | LQ   | LQ   | LQ   | 1R   | LQ   | 1R   | A    | 1R   | 1R   | LQ   | A    | 0–4      |